# 2-й литовський батальйон шуцманшафту
2-й литовський батальйон шуцманшафта ( нім. 2 Lithuanische Schutzmannschaftsbataillon ) — литовське колабораціоністське воєнізоване формування часів Другої світової війни, що співпрацювало з німецькою окупаційною владою.

## Історія
Утворений 28 червня 1941 року у Вільнюсі під командуванням німецького офіцера капітана Охрта та його литовського колеги майора Антанаса Імпулевичюса. У серпні — вересні 1941 року члени 2-го батальйону шуцманшафту вели затриманих євреїв у Понар на страту. Станом на 6 жовтня 1941 р. складався з 23 офіцерів і 464 солдатів. У листопаді 1941 року підрозділ переведено до Любліна. Був направлений в окуповану Білорусь у район Мінськ – Борисів – Слуцьк для боротьби з партизанами. Сумно уславився масовими вбивствами мирних громадян, а також фізичною ліквідацією майже всього єврейського населення району. У березні 1942 року передислокований до Польщі, де займався охороною концтабору Майданек. Розформований у квітні 1942 року, після чого литовські поліцейські були розподілені за підрозділами СС (переважно охороняючи табори військовополонених у районі Любліна. Частину литовців відправлено на військові курси або в гарнізон концтабору Травники.
Батальйон відновлено на початку 1943 року. У лютому-березні разом із німецькими частинами, латиськими поліцейськими частинами та 50-м українським батальйоном шуцманшафту брав участь в операції «Зимові чари» на кордоні Латвії та Білорусії, після чого повернувся до Вільнюса. У квітні 1943 року брав участь у каральних операціях проти партизанів у Себежському та Опочецькому районах Псковської області. Жертвами колабораціоністів стали 261 мирний житель. Брав участь в антипартизанських операціях на околицях Швенчениса. У липні 1944 року спрямований на комплектацію 1-го литовського поліцейського полку (нім. Litauisches-Polizei-Regiment 1). У жовтні 1944 року розформований: перебував на момент розформування в Данцизі, де ховалися всі литовські батальйони шуцманшафту, розбиті під час радянського наступу в Білорусії.